# Lionbridge
Lionbridge Technologies, Inc. è una società americana che opera nel campo della traduzione, della localizzazione, del web marketing, del content management e del testing. La sede principale è a Waltham (Massachusetts). Era presente un ufficio anche a Roma che è stato chiuso nel marzo 2016.

## Lavoro da casa per conto di Google
In Italia, Lionbridge è nota soprattutto per essere una delle aziende che si occupano di sperimentazione  in crowdsourcing, la quale è svolta da quality rater residenti appunto nella penisola.